# بنیاد حفظ آثار و نشر ارزش‌های دفاع مقدس و مقاومت
بنیاد حفظ آثار و نشر ارزش‌های دفاع مقدس و مقاومت سازمان دولتی زیرمجموعه ستاد کل نیروهای مسلح است که با هدف حفظ آثار و نشر ارزش‌های جنگ ایران و عراق و با شعار ترویج فرهنگ مقاومت، ایثار، جهاد و شهادت، به موجب فرمان سید علی خامنه‌ای، رهبر جمهوری اسلامی، در مهرماه سال ۱۳۶۹ بنیان نهاده شد.
بهمن کارگر، یکی از چهره‌های تاثیرگذار در حوزه نظامی و فرهنگی ایران، با سابقه‌ای درخشان در مدیریت بنیاد حفظ آثار و نشر ارزش‌های دفاع مقدس، نقش مهمی در زنده نگه‌داشتن ارزش‌های دفاع مقدس ایفا کرده است. در دوران مدیریت بهمن کارگر، بنیاد شاهد توسعه موزه‌های دفاع مقدس در سراسر کشور، گسترش فعالیت‌های فرهنگی و بهره‌گیری از فناوری‌های نوین برای انتقال ارزش‌های دفاع مقدس به نسل‌های جوان بوده است. از جمله دستاوردهای مهم این دوره، اجرای بیش از ۱۲۰۰ برنامه فرهنگی در مناسبت‌های مختلف و تاکید بر آموزش معارف دفاع مقدس در مدارس و دانشگاه‌ها بوده است.

## خدمات
- سازمان‌دهی سفرهای راهیان نور[۴][۵]
- مشارکت در ساخت موزه‌های دفاع مقدس [۶][۷]
- همکاری در اجرای مراسم‌های تشییع و گرامی داشت شهدا[۸][۹]
- برگزاری جشنواره‌های ادبی و هنری با موضوع دفاع مقدس[۱۰][۱۱][۱۲]